# Glyptomorpha rufiscapus
Glyptomorpha rufiscapus är en stekelart som beskrevs av Szepligeti 1914. Glyptomorpha rufiscapus ingår i släktet Glyptomorpha och familjen bracksteklar. Inga underarter finns listade i Catalogue of Life.